# Harry Redknapp
Henry James "Harry" Redknapp (* 2. března 1947) je anglický trenér a bývalý fotbalista. Je fotbalový poradce Central Coast Mariners a Derby County a ředitel ve Wimborne Town hrající Southern Football League. nejznámější je ale díky působení v Tottenhamu.
Dříve trénoval AFC Bournemouth, West Ham United, Portsmouth FC (dvakrát), Southampton FC, Tottenham Hotspur a Queens Park Rangers. Ve své druhém působení v Portsmouthu se mu podařilo vyhrát v roce 2008 FA Cup. V závěru sezóny 2009/10 se Tottenham poprvé kvalifikoval do hlavní fáze Ligy mistrů UEFA. V ní Redknapp dovedl Tottenham do čtvrtfinále proti Realu Madrid, kde byl jeho tým vyřazen.
Jeho syn, Jamie Redknapp, pod ním hrál v Bournemouthu a Southamptonu. Je také strýcem Franka Lamparda, který pod ním hrál ve West Hamu United.

## Vítězství

### Jako trenér
AFC Bournemouth
- Football League Division Three: 1986-87
- Football League Trophy: 1983-84

West Ham United
- UEFA Intertoto Cup: 1999

Portsmouth FC
- Football League Division One: 2002-03
- FA Cup: 2007-08

Queen Park Rangers
- Football League Championship play-off: 2013-14

### Individuální
- Premier League Trenér roku: 2009-10
- Premier League Trenér měsíce (7): duben 2004, říjen 2004, březen 2005, duben 2006, srpen 2009, září 2011, listopad 2011

## Statistiky

### Hráč
| Klub             | Sezona  | Liga   | Liga | FA Cup | FA Cup | League Cup | League Cup | Celkově | Celkově |
| Klub             | Sezona  | Zápasy | Góly | Zápasy | Góly   | Zápasy     | Góly       | Zápasy  | Góly    |
| ---------------- | ------- | ------ | ---- | ------ | ------ | ---------- | ---------- | ------- | ------- |
| West Ham United  | 1965–66 | 7      | 1    | 0      | 0      | 0          | 0          | 7       | 1       |
| West Ham United  | 1966–67 | 12     | 1    | 0      | 0      | 0          | 0          | 12      | 1       |
| West Ham United  | 1967–68 | 28     | 2    | 0      | 0      | 3          | 0          | 31      | 2       |
| West Ham United  | 1968–69 | 36     | 2    | 3      | 0      | 3          | 1          | 42      | 3       |
| West Ham United  | 1969–70 | 23     | 1    | 1      | 0      | 2          | 0          | 26      | 1       |
| West Ham United  | 1970–71 | 21     | 0    | 0      | 0      | 1          | 0          | 22      | 0       |
| West Ham United  | 1971–72 | 22     | 0    | 4      | 0      | 9          | 0          | 35      | 0       |
| West Ham United  | Total   | 149    | 7    | 8      | 0      | 18         | 1          | 175     | 8       |
| Bournemouth      | 1972–73 | 34     | 1    | 1      | 0      | 2          | 0          | 37      | 1       |
| Bournemouth      | 1973–74 | 39     | 4    | 3      | 0      | 4          | 1          | 46      | 5       |
| Bournemouth      | 1974–75 | 19     | 0    | 0      | 0      | 0          | 0          | 19      | 0       |
| Bournemouth      | 1975–76 | 9      | 0    | 2      | 0      | 1          | 0          | 12      | 0       |
| Bournemouth      | Total   | 101    | 5    | 6      | 0      | 7          | 1          | 114     | 6       |
| Brentford        | 1976–77 | 1      | 0    | 0      | 0      | 0          | 0          | 1       | 0       |
| Brentford        | Total   | 1      | 0    | 0      | 0      | 0          | 0          | 1       | 0       |
| Seattle Sounders | 1976    | 15     | 0    | –      | –      | –          | –          | 15      | 0       |
| Seattle Sounders | 1977    | 5      | 0    | –      | –      | –          | –          | 5       | 0       |
| Seattle Sounders | 1978    | 3      | 0    | –      | –      | –          | –          | 3       | 0       |
| Seattle Sounders | 1979    | 1      | 0    | –      | –      | –          | –          | 1       | 0       |
| Seattle Sounders | Total   | 24     | 0    | –      | –      | –          | –          | 24      | 0       |
| Bournemouth      | 1982–83 | 1      | 0    | 0      | 0      | 1          | 0          | 2       | 0       |
| Bournemouth      | Total   | 1      | 0    | 0      | 0      | 1          | 0          | 2       | 0       |
| Celkem           | Celkem  | 276    | 12   | 14     | 0      | 26         | 2          | 316     | 14      |

### Trenér
| Tým                              | Od                 | Do                 | Záznam | Záznam | Záznam | Záznam | Záznam |
| Tým                              | Od                 | Do                 | G      | W      | D      | L      | Win %  |
| -------------------------------- | ------------------ | ------------------ | ------ | ------ | ------ | ------ | ------ |
| AFC Bournemouth                  | 19. října 1983     | 9. června 1992     | 457    | 180    | 107    | 170    | 39.39  |
| West Ham United                  | 10. srpna 1994     | 9. května 2001     | 327    | 121    | 85     | 121    | 37.00  |
| Portsmouth FC                    | 25. března 2002    | 24. listopadu 2004 | 116    | 54     | 26     | 36     | 46.55  |
| Southampton FC                   | 8. prosince 2004   | 2. prosince 2005   | 49     | 13     | 21     | 15     | 26.53  |
| Portsmouth FC                    | 7. prosince 2005   | 26. října 2008     | 128    | 54     | 29     | 45     | 42.19  |
| Tottenham Hotspur                | 26. října 2008     | 13. června 2012    | 198    | 98     | 50     | 50     | 49.49  |
| Queens Park Rangers              | 24. listopadu 2012 | 3. února 2015      | 105    | 36     | 26     | 43     | 34.29  |
| Jordánská fotbalová reprezentace | 15. března 2016    | dosud              | 2      | 1      | 0      | 1      | 50.00  |
| Celkem                           | Celkem             | Celkem             | 1,382  | 557    | 344    | 481    | 40.30  |